# Stuttgarter Schwelle

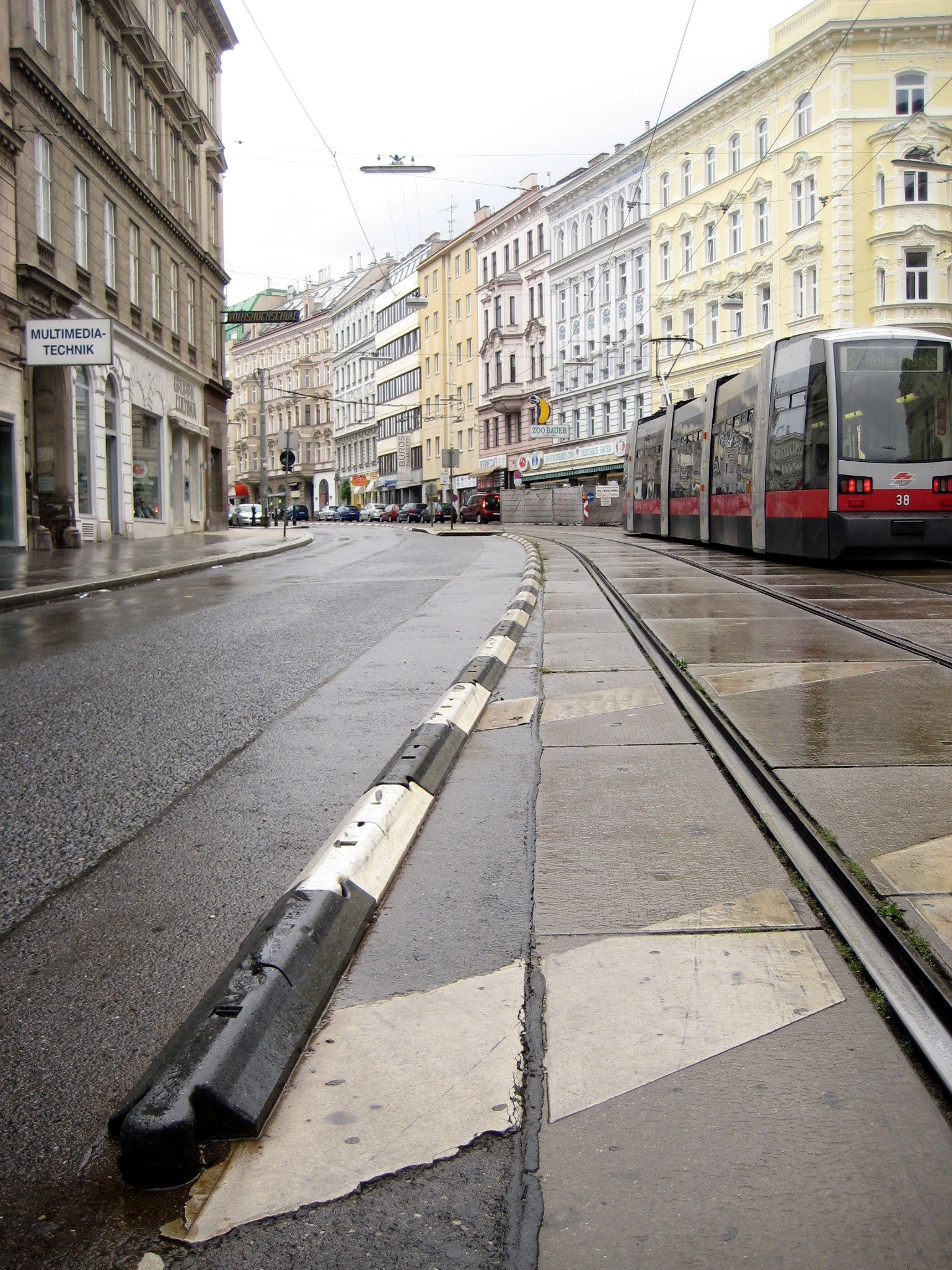
Eine Stuttgarter Schwelle in Wien

Die Stuttgarter Schwelle ist eine plastische Sperrlinie aus Fertigbeton oder ähnlichem Material. Sie dient der Abtrennung eines Gleiskörpers oder eines Busfahrstreifens, der vom Individualverkehr nicht in Längsrichtung befahren und nur an den vorgesehenen Stellen überquert werden darf.

## Namensherkunft
Sie wurde 1963 vom Stuttgarter Tiefbauamt entworfen und wird heute in zahlreichen Städten eingesetzt.